# Malý fotbal

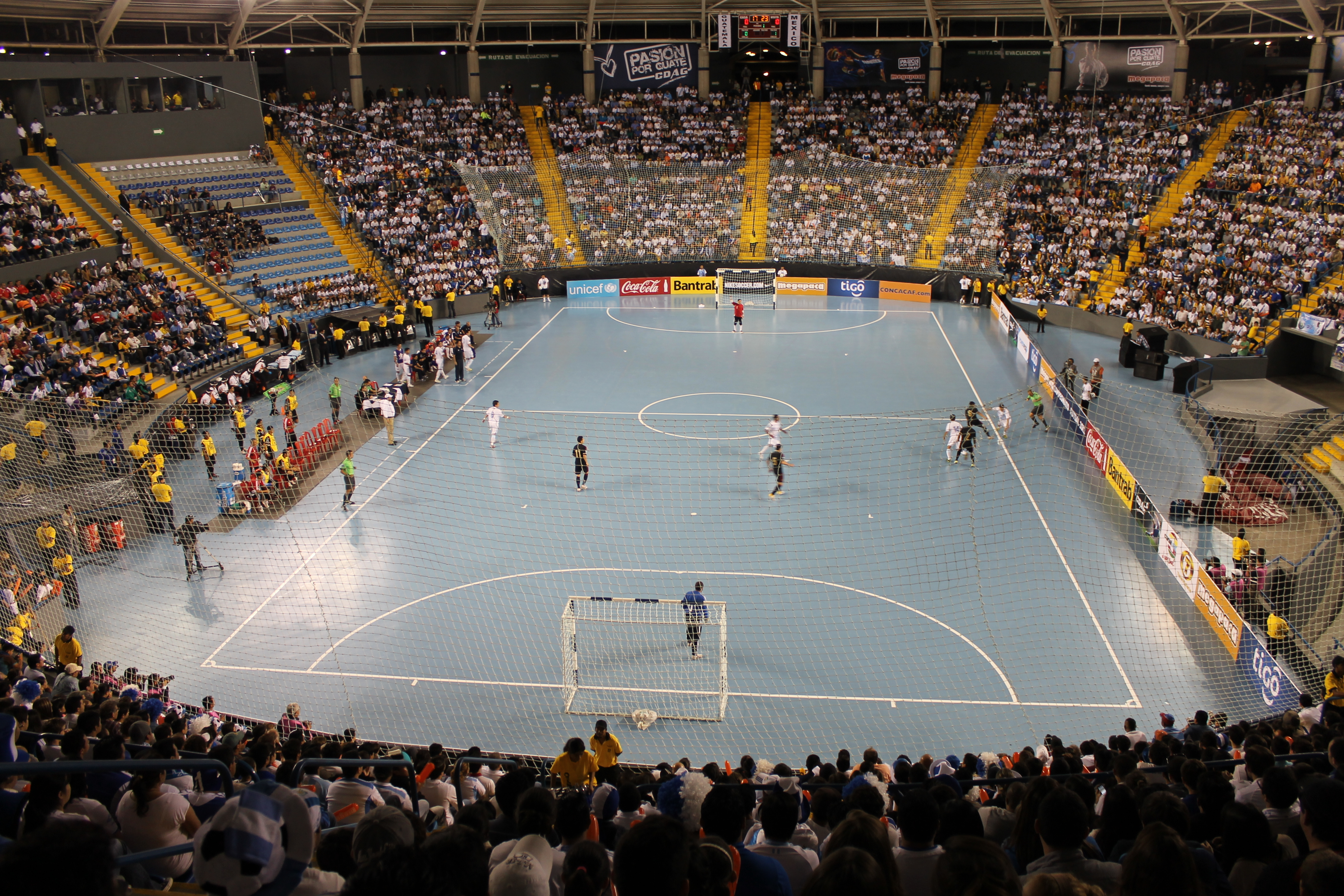
Zápas v malém fotbale na Guatemale

Malý fotbal je míčový sport podobný kopané, z něhož se vyvinul futsal. Největší členskou základnu má malý fotbal především ve střední a východní Evropě a v Anglii. Z mimoevropských kontinentů je to potom Asie a Afrika.

## Pravidla
Hraje se s míčem velikosti 5, na hrací ploše 44–54 m x 24–30 m, 2 × 25 minut, auty se vhazují (jako u velkého fotbalu, u futsalu kopou), na hřišti je 5 hráčů v poli a jeden brankář. Tresty a karetní napomenutí jsou stejné jako v kopané. Pokud je ovšem hráč potrestán červenou kartou, může po pěti minutách nastoupit do pole zpět hráč jiný. Vyloučený hráč již nesmí do utkání zasáhnout. Tato pravidla vychází z Mezinárodních pravidel malého fotbalu. Zároveň jsou pro malý fotbal typická rychlá střídání.

## Soutěže v České republice
V České republice se malý fotbal hraje od roku 1971. V roce 2005 byla založena Asociace malého fotbalu České republiky, která vzešla z aktivit oblastních (regionálních) lig malého fotbalu, zejména brněnské. První mistrovství se konalo v roce 1980, pod tehdejším názvem PMML – Pohár mistrů městských lig. Série mistrovství skončila v roce 1989 a navázalo se na ni až roku 2006, kdy se konalo první novodobé Mistrovství ČR. Od roku 2006 se mistrovství koná v různých městech ČR, ve kterých se tento sport hraje. Na Mistrovství ČR postupuje každoročně nejlepší tým, resp. týmy z nejvyšší soutěže oblastního svazu malé kopané. Počet postupujících týmů záleží na počtu týmů v dané oblasti, resp. v daném oblastním svazu. Od roku 2016 se soutěž jmenuje DRFG Superliga malého fotbalu – podle generálního partnera DRFG.
Od roku 2006 spadá Asociace malého fotbalu České republiky pod dohled antidopingového výboru, od roku 2013 je členem Světové federace malého fotbalu a už od roku 2012 členem Evropské federace malého fotbalu.

## České úspěchy
Mistrovství Evropy
V roce 2010 se na neoficiálním Mistrovství Evropy českému týmu podařilo zvítězit v zápase o bronz s Řeckem 5:1. Při druhém neoficiálním ročníku v roce 2011 se českému týmu podařilo dojít až do finále, kde podlehl Rumunsku 4:3 po penaltách. Na Mistrovství Evropy 2012 se Česko dostalo do boje o bronz se Slovenskem, které porazilo 4:3 po penaltách. Na Mistrovství Evropy 2013 se českému týmu poprvé nepovedlo získat medaili, když prohrálo ve čtvrtfinále s Německem 2:1 po penaltách. Na Mistrovství Evropy 2014 se český tým umístil na bronzové příčce po výhře 2:1 nad Německem. Na Mistrovství Evropy 2015 se český tým podruhé v historii neumístil na medailových pozicích, když prohrál v zápase o bronz s Bosnou 4:3. Na Mistrovství Evropy 2016 se Česko dostalo do boje o bronz s Černou Horou, kde vyhrálo 2:0. V roce 2017 hostilo Mistrovství Evropy Brno a Česká republika na něm vybojovala stříbrné medaile po prohře 2:1 po penaltách s Ruskem. Na Mistrovství Evropy 2018 se český tým dostal do finále, kde porazil Rumunsko 4:1.
V roce 2016 se v Praze konalo Mistrovství Evropy do 21 let, kde český tým porazil ve finále Maďary 7:1.
Na prvním Mistrovství světa v roce 2015 se český tým nedostal do boje o medaile poté, co prohrál ve čtvrtfinále s Brazílií 7:3. Na Mistrovství světa 2017 v Tunisku získal český tým zlaté medaile, když ve finále porazil Mexiko 3:0. Na Mistrovství světa 2019 se český tým nedostal na medailové pozice po porážce ve čtvrtfinále 2:1 od Mexika.
V roce 2018 se v Praze konalo Mistrovství světa hráčů do 21 let, kde český tým porazil ve finále Slovensko 2:1 (v roce 2018 turnaj ještě spadal do kategorie U21, v roce 2021 se už hrálo v kategorii U23). V roce 2021 v Kyjevě se Česko dostalo do finále, kde podlehlo Kolumbii 1:4.